# Liste der Ehrenbürger von Miesbach
Die Ehrenbürgerwürde ist die höchste kommunale Auszeichnung der Stadt Miesbach. Sie wird seit Einführung der Gemeindeordnung in Bayern im Jahr 1869 vergeben. Bislang wurden 21 Personen zu Ehrenbürgern ernannt.
Die Gemeinde Wies vergab bis zu ihrer Eingemeindung nach Miesbach ebenfalls Ehrenbürgerschaften.

## Die Ehrenbürger der Stadt Miesbach
Quellen: 
| Name                                     | Beruf                                                         | Verleihung am:              | Verdienst |
| ---------------------------------------- | ------------------------------------------------------------- | --------------------------- | --- |
| Friedrich Schenk                         | Regierungsassessor                                            | 29. Mai 1872                | Anerkennung seiner Verdienste um das gemeindliche Bauwesen, als Lehrer der gewerblichen Fortbildungsschule und Vorsitzender der Gewerbegenossenschaft                                                                              |
| Georg Freitag                            | Pfarrer und Domkapitular                                      | 14. November 1881           | In Anbetracht seiner großen Verdienste um die Schule, die Armenpflege und andere Gemeindebelange |
| Max Vincenti                             | Bezirkstierarzt                                               | 11. August 1903             | Gewürdigt wurde sein 30-jähriges Wirken, besonders als Schlachthoftierarzt |
| Carl Riezler                             | Regierungsrat                                                 | 31. Januar 1906             | Für sein 21-jähriges Wirken als Bezirksamtsvorsteher |
| Christian Düll                           | Bergwerksdirektor, Kommerzienrat                              | 15. Dezember 1906           | Für sein 40-jährigen Wirkens als Direktor und Mitglied der Oberbayerischen Aktien-Gesellschaft für Kohlenbergbau Miesbach, für seine Anteil an der Entwicklung der Gesellschaft, sowie für seine Unterstützung der Gemeindebelange |
| Max Strähuber                            | Geistlicher Rat                                               | 23. März 1910               | Für seine Verdienste als langjähriger Pfarrherr und Schulinspektor |
| Max Heimbucher                           | Hochschulprofessor, Geheimer Regierungsrat, Prälat            | 22. April 1911              | Würdigung seiner 1883 herausgegebenen Heimatgeschichte Miesbachs |
| Joh. M. Stumbeck                         | Gerbereibesitzer                                              | 13. Juli 1911               | Anerkennung seines 25-jährigen Wirkens als Vorstand des Gemeindekollegiums |
| Johann Zimmer                            | Rentier                                                       | 19. Januar 1912             | Für sein 27-jährigen Wirkens zum Wohle der Marktgemeinde Miesbach als Gemeindebevollmächtigter, Magistratsrat und Bürgermeister |
| Ignaz Schießl                            | Bäckermeister                                                 | 19. Januar 1912             | Für sein 27-jähriges Wirken als Gemeindebevollmächtigter und Magistratsrat, sowie als langjähriger Krankenhausverwalter |
| Johann Georg Maier                       | Bezirksoberlehrer                                             | 8. Juli 1915                | Anlässlich seines 50-jährigen Dienstjubiläums als Lehrer in Würdigung seiner Verdienste um die Schule Miesbach |
| Hermann Schröck                          | Konditor und Lebzelter                                        | 23. Juni 1919               | Würdigung seines 26-jährigen Wirkens als Gemeindebevollmächtigter, Magistratsrat und Bürgermeister |
| Anton Kohlndorfer                        | Bankdirektor                                                  | 23. Juni 1919               | Für seine Verdienste um das Gemeindewohl in seiner 19-jährigen Tätigkeit als Gemeindebevollmächtigter und mehrjähriger Vorstand des Gemeindekollegiums                                                                             |
| Fritz von Weidenbach                     | Gutsbesitzer von Lichtenau                                    | 31. März 1922               | Er stiftete nach dem 1. Weltkrieg der Gemeinde Wies die Kriegergedächtniskapelle in Schweinthal. |
| Carl Fohr                                | Generaldirektor, Kommerzienrat                                | 8. August 1922              | Für seine Verdienste um das Gemeinwohl und seines gemeinnützigen Handelns im öffentlichen Leben |
| Bernhard de Rudder                       | Oberregierungsrat                                             | 29. September 1924          | Als Anerkennung seines vorbildlichen, erfolgreichen Wirkens als Bezirksamtsvorsteher von 1911 bis 1929, sowie für die Schaffung des mustergültigen Kleinkindergartens                                                              |
| Carl Feichtner                           | Bürgermeister                                                 | 17. April 1952              | Für seine Verdienste als Bürgermeister von Miesbach von 1919 bis 1938, 1945 und 1946–1952. |
| Johann E. Trasberger (1889–1964)         | Geistlicher Rat, Dekan                                        | 3. Juli 1955                | Er war von 1932 bis 1956 Stadtpfarrer. Für seine Verdienste um Kirche und Gemeinde, um den Kindergarten und für die Förderung der Wiederinstandsetzung der gemeindlichen Portiunkulakirche                                         |
| Josef Zwickl (1896–1967)                 | Bürgermeister von Wies 1945–60                                | 1960 (in der Gemeinde Wies) | |
| Christa Kinshofer (24. Januar 1961)      | Skirennläuferin                                               | 3. März 1988                | |
| Heinrich Rosner (* 1937)                 | Missionspfarrer in Ecuador                                    | 1990                        | |
| Helga Wadislohner (* 1937)               | Ordensschwester und ehemalige Leiterin des Pfarrkindergartens | 2002                        | |
| Natalie Geisenberger (* 5. Februar 1988) | Rennrodlerin                                                  | 11. Januar 2015             | |